# Back Home (альбом)
Back Home — восьмой студийный, девятый номерной альбом ирландской поп-группы Westlife, выход которого состоялся 5 ноября 2007 года. Альбом содержит ряд новых композиций музыкального коллектива вкупе с кавер-версиями песен других исполнителей. Релиз дебютировал на первой строчке британского хит-парада с показателем 132000 копий, проданных в первую неделю, и оставался в тройке лидеров в течение последующих 8 недель подряд. «Back Home» стал пятым по продаваемости альбомом в Великобритании по итогам 2007 года (854 344 экземпляра).

## Об альбоме
Первый синглом с пластинки стала кавер-версия песни Майкла Бубле «Home», подготовленная к релизу 29 октября 2007 года. Композиция «Us Against The World» вышла 3 марта 2008 года в качестве второго сингла в Великобритании и Ирландии. В свою очередь, ещё одна песня с нового альбома, «Something Right», была выпущена как второй сингл в Азии и некоторых странах Европы. R&B-ориентированная композиция «When I’m With You» получила ротацию на индонезийских радиостанциях, но выход её в качестве сингла не предусматривался. Помимо всего прочего, в альбом вошли следующие кавер-версии: песня «Have You Ever», написанная Дайан Уоррен для американской ритм-н-блюз исполнительницы Бренди, а также баллада «I’m Already There» кантри-группы Lonestar.

## Список композиций
| № п/п | Название                         | Авторы                                                      | Продолжительность |
| ----- | -------------------------------- | ----------------------------------------------------------- | ----------------- |
| 1     | Home                             | Alan Chang, Amy Foster-Gillies, Michael Bublé               | 3:28              |
| 2     | Us Against the World             | Arnthor Birgisson, Rami Yacoub, Savan Kotecha               | 4:02              |
| 3     | Something Right                  | Arnthor Birgisson, Rami Yacoub, Savan Kotecha               | 3:14              |
| 4     | I’m Already There                | Gary Baker, Frank J. Myers, Richie McDonald                 | 4:18              |
| 5     | When I’m With You                | Jordan Omley, Louis Biancaniello, Michael Mani, Sam Watters | 4:12              |
| 6     | Have You Ever                    | Diane Warren                                                | 4:33              |
| 7     | It’s You                         | Steve Mac, Wayne Hector                                     | 4:11              |
| 8     | Catch My Breath                  | Steve Mac, Wayne Hector                                     | 3:18              |
| 9     | The Easy Way                     | Arnthor Birgisson, Rami Yacoub, Savan Kotecha               | 3:35              |
| 10    | I Do                             | Steve Mac, Wayne Hector, Reid                               | 4:30              |
| 11    | Pictures in My Head              | Arnthor Birgisson, Rami Yacoub, Savan Kotecha               | 4:17              |
| 12    | You Must Have Had a Broken Heart | Jörgen Elofsson, Nicky Chinn                                | 4:06              |

## Синглы
| № п/п | Название/ Дата релиза             | Трек-лист | Примечание | Позиция в чартах    | Позиция в чартах | Позиция в чартах | Позиция в чартах | Позиция в чартах | Позиция в чартах |
| № п/п | Название/ Дата релиза             | Трек-лист | Примечание | Флаг Великобритании | Флаг Ирландии    | Флаг Швеции      | Флаг Норвегии    | Флаг Германии    | Флаг Тайваня     |
| ----- | --------------------------------- | --- | --- | ------------------- | ---------------- | ---------------- | ---------------- | ---------------- | ---------------- |
| 1     | Home 29 октября 2007              | CD1 1. Home (Single Mix) 2. Hard to Say I’m Sorry CD2 1. Home (Single Mix) 2. Total Eclipse of the Heart (Sunset Strippers Full Dance Mix) 3. Home (Soul Seekerz Remix — Radio Edit)                                 | Первый сингл с альбома «Back Home». Версия ирландских музыкантов, по сравнению с оригинальной записью Майкла Бубле, отличается несколько большим уклоном в лирическую составляющую. Песня стала 91 в списке MTV Asia в Top 100 хитов 2007 года. В Великобритании продажи сингла превысили 150,000 экземпляров. | 3                   | 2                | 8                | 7                | 70               | 2                |
| 2     | Us Against The World 3 марта 2008 | CD1 1. Us Against The World (Single Mix) 2. Get Away (Exclusive B-Side) CD2 1. Us Against The World (Single Mix) 2. I’m Already There (Ashanti Boyz Remix) 3. Us Against The World (The Wideboys Remix) (Radio Edit) | «Us Against The World» — второй сингл Westlife с альбома «Back Home». Первоначально выпущенная в цифровом формате для скачивания в онлайн-магазинах, песня достигла 40 строчки в Великобритании, 27 — в Ирландии. 3 марта 2008 года сингл был выпущен на физическом носителе, после чего занял 8 позицию в UK Singles Chart и 6 место ирландского хит-парада. Это первый случай в истории Westlife, когда сингл ирландской поп-группы не вошёл в Top 5 хит-парада Соединённого Королевства. «Us Against The World» достиг также 14 места в UK TV Airplay Chart и 24 — в UK Radio Airplay Chart. Многие фанаты винят лейбл Sony BMG в неразумном, по их мнению, решении сделать сингл доступным для скачивания за неделю до официального релиза, а также в неверном выборе времени для его выхода — во время турне артистов, что сказалось на конечных результатах. Аналогичная ситуация произошла в 2002 году, когда, пока группа была на гастролях, вышел сингл «Bop Bop Baby». Тем не менее, песня отметилась на 1 строчке хит-парадов некоторых радиостанций Ирландии, Великобритании, Вьетнама, Южной Африки и Филиппин, 2 — в Таиланде, 7 — в Индонезии, 20 — в Швеции, 22 — в России. В Великобритании и Ирландии песня вошла в ITunes Top Songs Charts, а музыкальное видео на песню добралось до 16 позиции MTV Asia Chart Top 20. | 8                   | 6                | —                | —                | —                | —                |
| 3     | Something Right 4 апреля 2008     | CD1 1. «Something Right» (Single Mix) 2. «Get Away» (Exclusive B-Side) CD2 1. «Something Right» (Single Mix) 2. «Something Right» (Instrumental) 3. «Hard To Say I’m Sorry» 4. «Something Right» (Video)             | Лейбл музыкантов, Sony BMG, посчитал необходимым выпуск песни «Something Right» (одной из самых любимых поклонниками) в качестве второго сингла группы в Азии и Европе для повышения продаж альбома «Back Home». Композиция достигла 1 строчки на некоторых радиостанциях Южной Африки, Китая, Малайзии, Филиппин, Таиланда и Вьетнама, 2 — в Индонезии, 4 — в Новой Зеландии, 5 — в Германии, 16 — в Швейцарии и 18 — в Австрии, а также вошла в ITunes Top Songs Chart в Ирландии, Австралии и Новой Зеландии. В Ирландии песня, не заявленная как официальный сингл, по данным результатов скачиваний в музыкальных онлайн-магазинах, достигла 43 строчки национального хит-парада. Видеоклип на песню вошёл в Top 5 ITunes Top Music Videos chart и выступил на 20 строчке MTV Asia Chart Attack Show. | —                   | 43               | 46               | —                | —                | —                |

## Позиция в чартах
| Страна         | Высшая позиция в чарте | Продажи    | Сертификация |
| -------------- | ---------------------- | ---------- | ------------ |
| Европа         | 6                      | 1,200,000+ | Платина      |
| Великобритания | 1                      | 950,000+   | 3xПлатина    |
| Ирландия       | 1                      | 175,000+   | 5xПлатина    |
| Южная Корея    | 1                      |            |              |
| Тайвань        | 2                      |            |              |
| Эстония        | 3                      |            |              |
| Гонконг        | 3                      |            |              |
| Филиппины      | 7                      |            |              |
| ЮАР            | 12                     |            |              |

| Страна         | Высшая позиция в чарте | Продажи | Сертификация |
| -------------- | ---------------------- | ------- | ------------ |
| Новая Зеландия | 12                     | 7,500+  | Золото       |
| Австралия      | 14                     |         |              |
| Норвегия       | 18                     |         |              |
| Швейцария      | 19                     | 15,000+ | Золото       |
| Швеция         | 33                     | 20,000+ | Золото       |
| Германия       | 45                     |         |              |
| Нидерланды     | 48                     |         |              |
| Австрия        | 65                     |         |              |
| Мексика        | 134                    |         |              |